# Ich habe genug

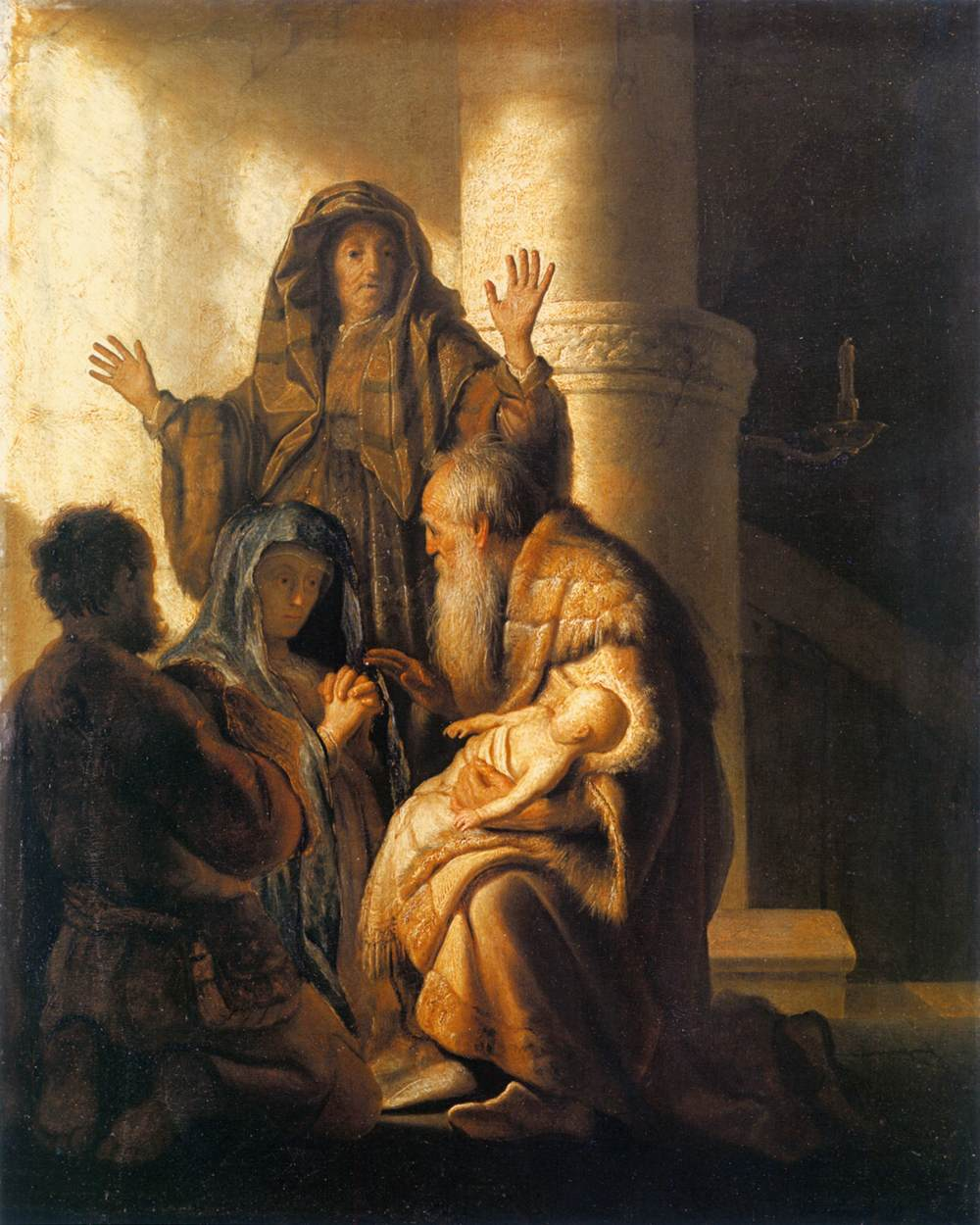
Anne et Syméon contemplent le Christ, Rembrandt.

Ich habe genug (Je suis comblé), (BWV 82), est une cantate religieuse de Johann Sebastian Bach composée à Leipzig en 1727.

## Histoire et livret
Bach écrivit cette cantate In Festo Purificationis Mariæ (Pour la Fête de la Purification de la Vierge Marie), fête qui correspondait en 1727, année de sa création, au quatrième dimanche de l'Épiphanie qui tombait cette année le 2 février. Pour cette destination liturgique, trois autres cantates ont franchi le seuil de la postérité : les BWV 83, 125 et 200. Le livret anonyme est dépourvu de toute référence littérale au texte biblique. La version primitive est en ut mineur.
Le poète inconnu a pris l'histoire de Syméon comme point de départ de la cantate. Le vieux Syméon reconnaît le Messie en l'enfant Jésus à l'occasion de la visite au temple de Marie avec son fils. Sa vie est ainsi accomplie et il peut mourir dans la joie. Le récitatif transmet cette aspiration à la mort au Chrétien qui cherche Jésus dans la paix et la quiétude après la vie. La deuxième aria connue sous le nom de Schlummerarie (aria du sommeil) possède le caractère d'une berceuse accompagnant le mourant. Avec son caractère joyeux, l'aria finale présente un fort contraste avec les deux premières arias.
Elle a connu plusieurs transformations, sans perdre son caractère de cantate soliste. En 1731 elle a été transposée pour soprano, en mi mineur puis en 1735 pour mezzo-soprano avec flûte traversière au lieu du hautbois et enfin, une nouvelle version pour basse donnée le 2 février 1745. L'œuvre ne comporte pas de choral mais deux récitatifs et trois arias. Celles-ci, fait unique chez Bach, emploient presque toutes le même effectif instrumental : hautbois (1er et 3e aria), cordes et continuo sur le mode concertant. La partition est sur un ton individuel et intimiste.

## Structure et instrumentation
La cantate est écrite pour hautbois, deux violons, alto, orgue, basse continue avec une basse solo.
Il y a cinq mouvements :
1. aria (basse) : Ich habe genug (« Je suis comblé »)
2. récitatif (basse) : Ich habe genug
3. aria (basse) : Schlummert ein, ihr matten Augen (« Endormez-vous, yeux affaiblis »)
4. récitatif (basse) : Mein Gott ! Wenn kömmt das schöne : "Nun ! "(« Mon Dieu ! Quand arrivera le beau mot : 'Maintenant !' …»)
5. aria (basse) : Ich freue mich auf meinen Tod (« Je me réjouis de ma mort »)

Le premier récitatif et la plus grande partie de l'air « Schlummert ein » (simplement accompagné par la basse continue) ont été transcrits dans le Petit livre d'Anna Magdalena Bach, transposés une dixième plus haut afin de devenir accessibles à une soprano. Ce travail a vraisemblablement été réalisé par Anna Magdalena Bach pour son propre usage.

## Musique
Le premier mouvement, une aria, commence avec une mélodie expressive du hautbois obbligato qui est reprise par la voix sur les mots Ich habe genug (« Je suis comblé »). Le saut d'une sixte vers le haut n'est pas sans rappeler l'aria Erbarme dich (« Aie pitié») de la Passion selon saint Matthieu et l'aria Wenn kömmst du, mein Heil ? (« Quand viendras-tu, mon salut ? ») de Wachet auf, ruft uns die Stimme, BWV 140. Le premier motif est changé en une phrase qui apparaît à la fin de trois sections vocales. Un motif similaire commence la partie centrale sur les mots Ich hab ihn erblickt (« Je l'ai vu »), se tournant vers le haut à la fin. Klaus Hofmann note un « sentiment de contentement serein avec la vie » dans des « tons élégiaques » comme expression de l'aria. Le musicologue Julian Mincham note cet « instant où le corps et l'âme sont au repos et se sont résignés et en complète harmonie. Bach rend cette expérience de la soumission de la paix et de l'acquiescement au-delà de tout ce que de simples mots peuvent exprimer ». Il voit les « fluides arabesques du hautbois », que le chanteur imite deux fois sur le mot Freude (« joie ») comme une « indication claire que leur fonction expressive est de proclamer la béatitude personnelle du chrétien, élément indissociable de cette importante expérience de la vie ».
Le récitatif suivant commence avec les mêmes mots que l'aria, Ich habe genug, sur une nouvelle mélodie. La section centrale souligne les mots Laßt uns mit diesem Manne ziehn ! (« Allons avec cet homme ! »), en parlant de suivre Jésus, par un arioso dans lequel le continuo suit le chanteur.
L'aria centrale Schlummert ein, ihr matten Augen (« Endormez-vous, yeux fatigués) ») est une Schlummer-Arie (« aria d'endormissement »). Dans une structure complexe, il ne s'agit pas seulement d'une aria da capo de trois sections encadrée par une ritornello des cordes, mais répète la première section dans le centre de la section médiane. L'utilisation fréquente du point de pédale suggère le repos, les points d'orgue arrêtent le mouvement vers l'avant tel que décrit par Mincham qui écrit, « Les pauses fréquentes où tout s'arrête temporairement, sont évocatrices de cette fin de vie paisible où il n'y a pas d'activité et où le désordre est une chose du passé ».
Un court récitatif secco, Mein Gott ! Wenn kömmt das schöne ? Nun ! (« Mon Dieu ! Quand viendra la beauté ? 'Maintenant' ! ») se termine par une ligne de continuo vers le bas, suggérant à la fois de « prendre son congé et d'être descendu dans la tombe accueillante ».
L'aria de conclusion est une danse joyeuse, anticipant la mort comme accomplissement du désir, Ich freue mich auf meinen Tod  (Je me réjouis de ma mort). La « joyeuse nostalgie pour l'au-delà » est exprimée par « d'agiles vocalises qui caractérisent l'ensemble du mouvement ». Mincham note que l'aria finale correspond à la première similitude de la partition avec l'instrument obligé, clé et triple tempo. L'aria finale est plus rapide, marquée « vivace ». Le texte traite d'abord de la « joie de l'anticipation de la mort et du désir que cela se produise de façon imminente », puis, traitée dans la section du milieu, la « conviction que la mort nous libérera de la misère du monde à laquelle nous avons été enchaînés ».

## Sélection d'enregistrements
L'une des cantates religieuses les plus connues de Bach, elle est « la plus fréquemment enregistrée de toutes les cantates de Bach sur une période de plus de soixante ans » avec 101 enregistrements complets recensés et plusieurs autres de mouvements individuels, en particulier la version des Petits livres de notes d'Anna Magdalena Bach. Dietrich Fischer-Dieskau a enregistré la cantate à trois reprises, en 1951 avec Karl Ristenpart, en 1969 avec Karl Richter et en 1983 avec  Helmuth Rilling. En 1966, Janet Baker a été soliste dans un enregistrement réalisé par Yehudi Menuhin.
- J.S. Bach: Cantata No. 82 - Ich habe genug, Walter Susskind, Philharmonia Orchestra, Hans Hotter, Columbia (non commercialisé) 1948
- Bach: Kantaten BWV 56 & 82, Karl Ristenpart, Kammerorchester Karl Ristenpart, Dietrich Fischer-Dieskau, Archiv Produktion (de) 1951
- Les Grandes Cantates de J.S. Bach Vol. 18, Fritz Werner (de), Orchestre de chambre de Pforzheim, Barry McDaniel, Erato 1964
- Bach: Two Solo Cantatas: Cantata BWV 169, Gott soll allein mein Herze haben; Cantata BWV 82, Ich habe genug, Yehudi Menuhin, Bath Festival Orchestra, Janet Baker, EMI 1966
- J.S. Bach: Kantaten BWV 56 & 82 Karl Richter, Münchener Bach-Orchester, Dietrich Fischer-Dieskau 1969
- Bach: Cantatas (BWV 56, 4, 82) Frans Brüggen, Max van Egmond, Sony 1977
- Die Bach Kantate Vol. 4, Helmuth Rilling, Bach-Collegium Stuttgart, Dietrich Fischer-Dieskau, Hänssler (de) 1983
- J.S. Bach: Solokantaten, Hans Stadlmair, Münchener Kammerorchester, Josef Loibl, Schwann Musica Sacre 1984
- J.S. Bach: Cantatas BWV 202 · 82a · 199, Dominique Debart, Ensemble Instrumental de Basse Normandie, Teresa Żylis-Gara, Rudolphe 1986
- J.S. Bach: Cantatas BWV 82 · 49 · 58, Sigiswald Kuijken, La Petite Bande, Klaus Mertens, Accent 1993
- J.S. Bach: Cantatas for the Feast of Purification of Mary, John Eliot Gardiner, English Baroque Soloists, Peter Harvey, Soli Deo Gloria 2000
- J.S. Bach: Complete Cantatas Vol. 16, Ton Koopman, Klaus Mertens, Amsterdam Baroque Orchestra, Antoine Marchand 2001
- Bach Cantatas BWV 82 and 199, Craig Smith, Emmanuel Music, Lorraine Hunt-Lieberson, Nonesuch, 2002
- Bach: Kantaten · Cantatas BWV 82, BWV 158, BWV 56, Michael Schneider, La Stagione, Gotthold Schwarz, Capriccio 2006
- J.S. Bach: Cantatas Vol. 38 (Solo Cantatas) - BWV 52, 55, 82, 58, Masaaki Suzuki, Bach Collegium Japan, Peter Kooy, BIS 2006
- German Baroque Cantatas, Stephan MacLeod (chanteur et chef d'orchestre), Gli Angeli Genève, Sony Classical 2007
- Bach Cantatas, Le Concert d'Astrée, Emmanuelle Haïm, Natalie Dessay, Erato 2008
- Bach Cantatas for Bass BWV 82/158/56/203 Ryo Terakado, il Gardellino, Dominik Wörner. Passacaille 2013.

## Sources de la traduction
- Gilles Cantagrel, Les cantates de J.-S. Bach, Paris, Fayard, 2010, 1665 p.  (ISBN 978-2-213-64434-9).

- (de)/(en) Cet article est partiellement ou en totalité issu des articles intitulés en allemand « Ich habe genug » (voir la liste des auteurs) et en anglais « Ich habe genug, BWV 82 » (voir la liste des auteurs).